# Smerdis
Smerdis ili Bardija je ime koje se koristi za dvojicu ljudi; za sina Kira Velikog i mlađeg brata Kambiza II., odnosno za uzurpatora pravog imena Gaumata iz medijske svećeničke kaste. Potonji je predstavljajući se kao Smerdis vladao kao Veliki kralj Perzije sedam mjeseci, kada ga je 522. pr. Kr. ubio i zamijenio Darije I. Veliki.

## Sin Kira Velikog
Smerdis je bio mlađi sin Kira Velikog, koji ga je prema Kteziju proglasio satrapom sjeveroistočnih provincija Perzijskog Carstva što uključuje Baktriju, Partiju, Horazmiju i Karmaniju. Prema Darijevim zapisima u Behistunu i Herodotu, njegov stariji brat Kambiz II. tajno je skovao zavjeru da se Smerdis ubije, jer se bojao da ga on ne zbaci s prijestolja za vrijeme njegovog odsustva. Smerdisova smrt nije bila poznata u narodu, pa je u proljeće 522. pr. Kr. varalica Gaumata zasjeo na perzijski tron predstavljajući se kao Smerdis. Prema Herodotu, pravi Smerdis je imao samo jednu kćer po imenu Parmis, s kojom se kasnije oženio Darije I. Veliki u cilju legitimiranja svog prava na perzijsko prijestolje.

## Uzurpator
Za vrijeme Kambizovih pohoda u Africi gdje je osvojio veći dio Sudana i Etiopije, perzijski tron bio je uzurpirao mag Gaumata iz medijske svećeničke kaste (mitraističke religije). Gaumata je tvrdio kako je on Bardija (Smerdis), kako je preživio Kambizov napad, te kako se godinama skrivao. Budući da je Gaumata bio fizički jako sličan Smerdisu, i da je Kambiz II. sve jače gubio popularnost kod kuće zbog dalekih ekspedicija, stvorena je dobra podloga za državni udar.
Despotska vladavina Kambiza II. i njegovo dugo izbivanje u Egiptu uzrokovalo je prihvaćanjem uzurpatora (ili možda Smerdisa osobno) za velikog kralja Perzije. Kambiz II. krenuo se obračunati s njim, no 522. pr. Kr. umire u nerazjašnjenim okolnostima.

## Povijesna dvojba
Povjesničari su podijeljeni oko Darijevih navoda kako je Perzijom prije njega vladao lažni veliki kralj, odnosno uzurpator. Dok neki prihvaćaju Darijeve zapise iz Behistuna kao točne, neki pak tvrde kako je priča o Smerdisovom dvojniku Darijeva izmišljotina kojom je želio opravdati vlastito preuzimanje perzijskog trona. Ipak, činjenica jest kako je Darije pripadao dinastiji Ahemenida, dok Gaumata nije.

## Vladavina
Povijest lažnog Smerdisa najčešće pripovijedaju djela Herodota i Ktezija prema službenoj tradiciji; Kambiz II. navodno je prije svoje smrti priznao ubojstvo svog brata i tako otkrio prevaru uzurpatora. Darije navodi kako se nitko nije usudio suprotstaviti novom kralju, koji je sedam mjeseci vladao Perzijom. Poznato je kako je Kambiz premjestio sjedište vlade u Mediju, gdje je Smerdisa u palači ubio Darije i šest njegovih suradnika u rujnu 522. pr. Kr.
Postoje određeni dokumenti iz doba vladavine Smerdisa pronađeni u Babiloniji koji ga nazivaju „Bardijom“ (Barziya ili Bardiya). Darije navodi kako je Smerdis uništio neke hramove, koje je Darije poslije obnovio. Također navodi kako je Smerdis otimao ljudima domove i stoku koje je Darije također vratio prilikom dolaska na tron.

## Posljedice
Behistunski natpisi navode kako se godinu dana nakon Smerdisove smrti u istočnoj Perziji pojavio još jedan varalica koji se proglasio Smerdisom u nadi da zaposjedne na tron, no unatoč početnim uspjesima Darije I. Veliki ga je porazio, zarobio i pogubio. Prema Herodotu, smrt novog uzurpatora navodno je slavljena diljem Perzije.

## Kronologija
- 522. pr. Kr. - 11. ožujka Smerdis dolazi na tron Perzijskog Carstva.
- 522. pr. Kr. - nerazjašnjena smrt ili samoubojstvo Kambiza II.
- 522. pr. Kr. - u rujnu Darije I. ubija Smerdisa i postaje perzijskim velikim kraljem.

## Poveznice
- Perzijsko Carstvo
- Darije I. Veliki
- Kambiz II.

| Prethodnik:                      | Veliki kralj Perzije (522. - 522. pr. Kr.) ____________________ Faraon Egipta (522. - 522. pr. Kr.) | Nasljednik:                            |
| Kambiz II. (530. - 522. pr. Kr.) | Veliki kralj Perzije (522. - 522. pr. Kr.) ____________________ Faraon Egipta (522. - 522. pr. Kr.) | Darije I. Veliki (522. - 486. pr. Kr.) |

## Vanjske poveznice
- Smerdis, Livius.org  Arhivirana inačica izvorne stranice od 18. travnja 2009. (Wayback Machine)
- Smerdis ili Bardija (enciklopedija Britannica)